# 蒙多氏毛鼻鯰
蒙多氏毛鼻鯰為輻鰭魚綱鯰形目毛鼻鯰科的其中一種，為熱帶淡水魚，分布於南美洲委內瑞拉Tuy河流域，體長可達6.1公分，棲息在底層水域，生活習性不明。

## 扩展阅读
維基物種上的相關：蒙多氏毛鼻鯰